# فرآیند کلرید
فرآیند کلرید برای جداسازی تیتانیوم از سنگ معدن آن استفاده می‌شود. هدف از این فرآیند بدست آوردن تیتانیوم دی‌اکسید با خلوص بالا از سنگ معدن‌هایی مانند ایلمنیت (FeTiO۳) و روتیل (TiO۲) است. در این روش از فراریت TiCl۴ استفاده می‌کند که به آسانی خالص شده و به دی‌اکسید تبدیل می‌شود. سالانه میلیون‌ها تن TiO۲ توسط این فرآیند تولید می‌شود که عمدتاً به عنوان رنگدانه سفید استفاده می‌شود. فرآیند کلرید تا حد زیادی جایگزین فرآیند قدیمی سولفات شده‌است که برای استخراج آهن و سایر ناخالصی‌ها از سنگ معدن به سولفوریک اسید داغ متکی است.

## شیمی فرآیند
در این فرایند، ماده اولیه در ۱۰۰۰ درجه سانتی‌گراد با کربن و گاز کلر تصفیه می‌شود، که تیتانیم تتراکلرید حاصل می‌شود. تبدیل از سنگ معدن ایلمنیت متداول است:
۲FeTiO۳ + ۷Cl۲ + ۶C → ۲TiCl۴ + ۲FeCl۳ + ۶CO
این فرآیند نوعی واکنش کربوترمیک است که از قدرت کاهنده کربن استفاده می‌کند.
سایر ناخالصی‌ها نیز به کلریدهای مربوطه تبدیل می‌شوند، اما بیشتر آن‌ها نسبت به TiCl۴ فراریت کمتری دارند. وانادیم تتراکلرید و وانادیم اکسی‌کلرید با TiCl۴ هم‌تقطیر هستند، اما این ناخالصی‌ها را می‌توان با احیای شیمیایی حذف کرد. تیتانیوم تتراکلرید با تقطیر خالص می‌شود. سپس می‌توان آن را در شعله اکسیژن یا پلاسما اکسید کرد تا تیتانیوم دی‌اکسید خالص به دست آورد.
TiCl۴ + O۲ + حرارت → TiO۲ + ۲Cl۲
به این ترتیب کلر برای استفاده مجدد بازیافت می‌شود.

## یادداشت
1. ↑  codistill